# Medaille voor Dapperheid (Joegoslavië)
De Medaille voor Dapperheid was een onderscheiding van de Volksrepubliek Joegoslavië. De medaille werd toegekend voor moed in de strijd tegen de Duitse Wehrmacht die het land in 1941 had bezet. Er was ook een Orde voor Dapperheid.